# Marco Uccellini
Marco Uccellini (Forlimpopoli, 1603 circa – Forlimpopoli, 11 settembre 1680) è stato un compositore e violinista italiano.

## Biografia
Dopo essersi formato musicalmente ad Assisi, nel 1639 si recò a Modena. Qui nel 1647 fu posto alla direzione della cappella musicale del duca Francesco I d'Este e nominato maestro di cappella della cattedrale. Mantenne queste cariche fino al 1665, anno in cui decise di entrare al servizio, sempre come maestro di cappella, della corte del duca di Parma, Ranuccio II Farnese, il quale aveva sposato Isabella d'Este.
Uccellini fu principalmente un importante compositore di musica strumentale, della quale lasciò oltre 300 lavori.
Egli occupa un importante posto nello sviluppo della sonata per violino: mentre le sue prime sonate presentano affinità con i lavori di Giovanni Maria Bononcini, Maurizio Cazzati e Giovanni Battista Vitali, le sue sonate op. 5 precorrono i lavori di Heinrich Ignaz Franz Biber e Johann Heinrich Schmelzer sotto l'aspetto della sperimentazione tecnica.
Uccellini possedeva una tecnica della mano sinistra molto sviluppata per la sua epoca; infatti, in alcune sue sonate vi è un ampliamento dell'estensione del violino verso il registro più acuto. 
La città di Forlimpopoli, a partire dal 2021, ha dedicato a Marco Uccellini un concorso internazionale di musica antica: il concorso si svolge in autunno, con cadenza annuale. 

## Opere

### Musica strumentale
- Sonate, sinfonie et correnti, a 2–4, bc, libro II (1639, Venezia)

- Sonate, arie et correnti, a 2–3, bc, libro III (1642, Venezia)
- Sonate, correnti et arie, a 1–3, bc, op. 4 (1645, Venezia)
- Sonate, over canzoni, vn, bc, op. 5 (1649, Venezia)[1]
- Salmi, 1, 3–5vv, bc, concertante parte con instrumenti e parte senza, con Letanie della Beata Virgine, 5vv, bc, op.6 (1654, Venezia)
- Ozio regio: compositioni armoniche sopra il violino e diversi altri strumenti, a 1–6, bc, libro VII (1660, Venezia)
- Sinfonici concerti brevi e facili, a 1–4, op. 9 (1667, Venezia)
- Sinfonie boscareccie, vn, bc, 2 vn ad lib, op. 8 (1669, Anversa)

### Opere e balletti
- Le navi d'Enea, libretto di Alessandro Guidi; opera-balletto, 1673, Parma
- Gli eventi di Filandro ad Edessa; opera, 1675, Parma, Collegio dei Nobili
- Ermengarda invincibile; opera 1675, Parma[3]
- Il Giove d'Elide fulminato; balletto, 1677, Parma

## Discografia
- 1985 - Sinfonici Concerti, Jaap Schröder (Deutsche Harmonia Mundi)
- 1993 - La Bergamasca. Sonate ed arie a violini e basso, The Arcadian Academy, dir. Nicholas McGegan (Harmonia Mundi)
- 1995 - Sonate, Correnti e Arie dall'Opera Quarta, Conserto Vago (Agorá Musica)
- 1999 - Sonatas, Romanesca (Andrew Manze, Nigel North, John Toll)(Harmonia Mundi)
- 2000 - Werke für Violine, con Hélène Schmitt, Markus Markl, Karl-Ernst Schröder, Arno Jochum (Christophorus)
- 2004 - La Hortensia virtuosa. Violin Sonatas, con Lucy van Dael, Bob van Asperen, Toyohiko Satoh, Jaap ter Linden (Aeolus)
- 2015 - Sonate over Canzoni, Opus 5, Arparla[2], Davide Monti (baroque violin), Maria Christina Cleary (arpa doppia).
- 2018 - Filiberto Laurenzi: La finta savia - Arias, Brilliant Classics, Ensemble Sezione Aurea, Carlo Vistoli, Elena Cecchi Fedi, Mauro Valli, Filippo Pantieri (contiene l'Aria Ottava op.4 di Marco Uccellini)
- 2024 - Sonate, Gianni Maraldi, Elio Donatelli, Paolo Fantini (Special guest) (Duo Denum)